# 索若
索若（法語：Saugeot，法語發音：[soʒo]）是法国汝拉省的一个市镇，属于圣克洛德区。

## 地理
索若（46°36'2"N, 5°49'42"E）面积4.49 平方千米，位于法国勃艮第-弗朗什-孔泰大區汝拉省，该省份为法国东部内陆省份，北起上索恩省，西北接科多尔省，西临索恩-卢瓦尔省，南至安省，东与杜省和瑞士接壤。
与索若接壤的市镇（或旧市镇、城区）包括：德讷济耶尔、邦略、梅内特吕昂茹、于克塞勒。

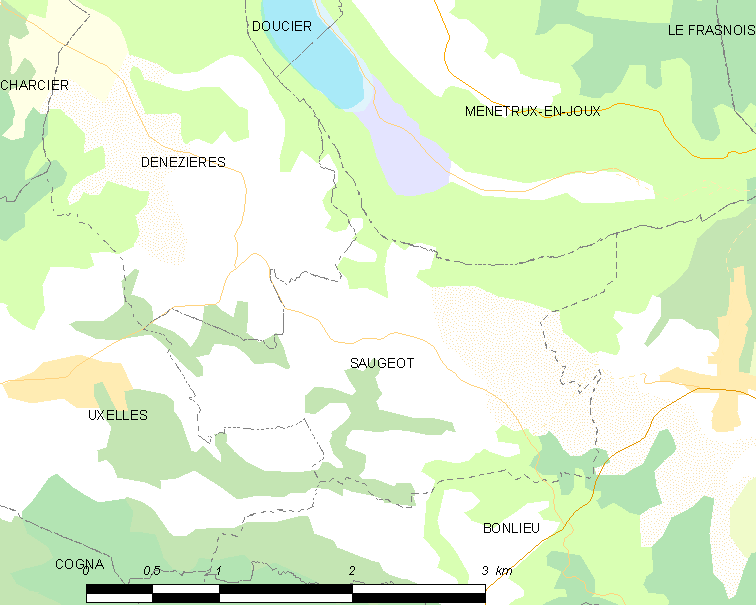
索若的OSM定位图

索若的时区为UTC+01:00、UTC+02:00（夏令时）。

## 行政
索若的邮政编码为39130，INSEE市镇编码为39505。

## 政治
索若所属的省级选区为圣洛朗昂格朗沃县。

## 人口

1962-2008年间索若人口变化图示

索若于2022年1月1日时的人口数量为56人。